# 紅杉醇
紅杉醇（Sequoyitol，西曲依醇）是肌醇的甲基衍生物，常被用於治療糖尿病。
- 《本草推陳》(1960)記載，紫杉具有通經、利尿，治腎臟病、糖尿病等功用，梁敬鈺等人(1996)發現紫杉對於降低血糖的有效成分為紅杉醇。

- 紅杉醇存在於下列植物中;裸子植物（尤其是紅豆杉與銀杏）、豆科三葉草屬、馬兜鈴科[4][5]，雖然裸子植物中的紅杉醇含量較高，但裸子植物生長較慢，用來製藥並不符合經濟效率，因此有許多人試著從其他植物中取得紅杉醇，並已取得相當成果[6][7][8]。